# Huisseau-sur-Cosson
Huisseau-sur-Cosson è un comune francese di 2 214 abitanti situato nel dipartimento del Loir-et-Cher nella regione del Centro-Valle della Loira.

## Geografia fisica
Il villaggio si trova sulla riva del fiume Cosson, un affluente della Loira, a 12 km ad est di Blois.

## Storia
Prese il nome attuale nel corso del XIII secolo, ma conserva attestazione di una frequentazione in epoca gallica (menhir di Grotteaux e resti archeologici della "motte Boulogne", sulla riva sinistra del fiume Cosson, a circa 1,5 km a valle dal centro dell'abitato).
Sotto il regno di Francesco I ebbe un periodo di fioritura a seguito della costruzione del vicino castello di Chambord.

## Società

### Evoluzione demografica
Abitanti censiti